# Schoenus capillifolius
Schoenus capillifolius là loài thực vật có hoa trong họ Cói. Loài này được D.A.Cooke miêu tả khoa học đầu tiên năm 1981.